# 花斑裸鲤
花斑裸鲤（学名：Gymnocypris eckloni）为輻鰭魚綱鯉形目鲤科裸鲤属的鱼类，俗名湟鱼、大嘴巴鱼、大嘴花鱼、花精，是中国的特有物种。分布于黄河上游和柴达木盆地的奈齐河水系等。该物种的模式产地在奈齐河、西藏东部。體長可達31.8公分。

## 亚种
- 花斑裸鲤指名亚种（学名：Gymnocypris eckloni eckloni），Herzenstein于1891年命名，是中国的特有物种。分布于格尔木河、兰州以上黄河等。该物种的模式产地在奈齐河、西藏东部。[3]
- 花斑裸鲤河西亚种（学名：Gymnocypris eckloni chilianensis），亦称祁连裸鲤，Li & Chang于1974年命名，是中国的特有物种。分布于河西的石羊河、弱水、疏勒河等。该物种的模式产地在甘肃安西双塔堡莎疏勒河。[4][5]
- 花斑裸鲤斜口亚种（学名：Gymnocypris eckloni scoliostomus），Wu & Chen于1978年命名，是中国的特有物种。分布于青海果洛州久治县逊木错湖等。该物种的模式产地在青海果洛。[6]

## 扩展阅读
維基物種上的相關：花斑裸鲤
- 黄河土著鱼类列表